# Dinastía XXII de Egipto

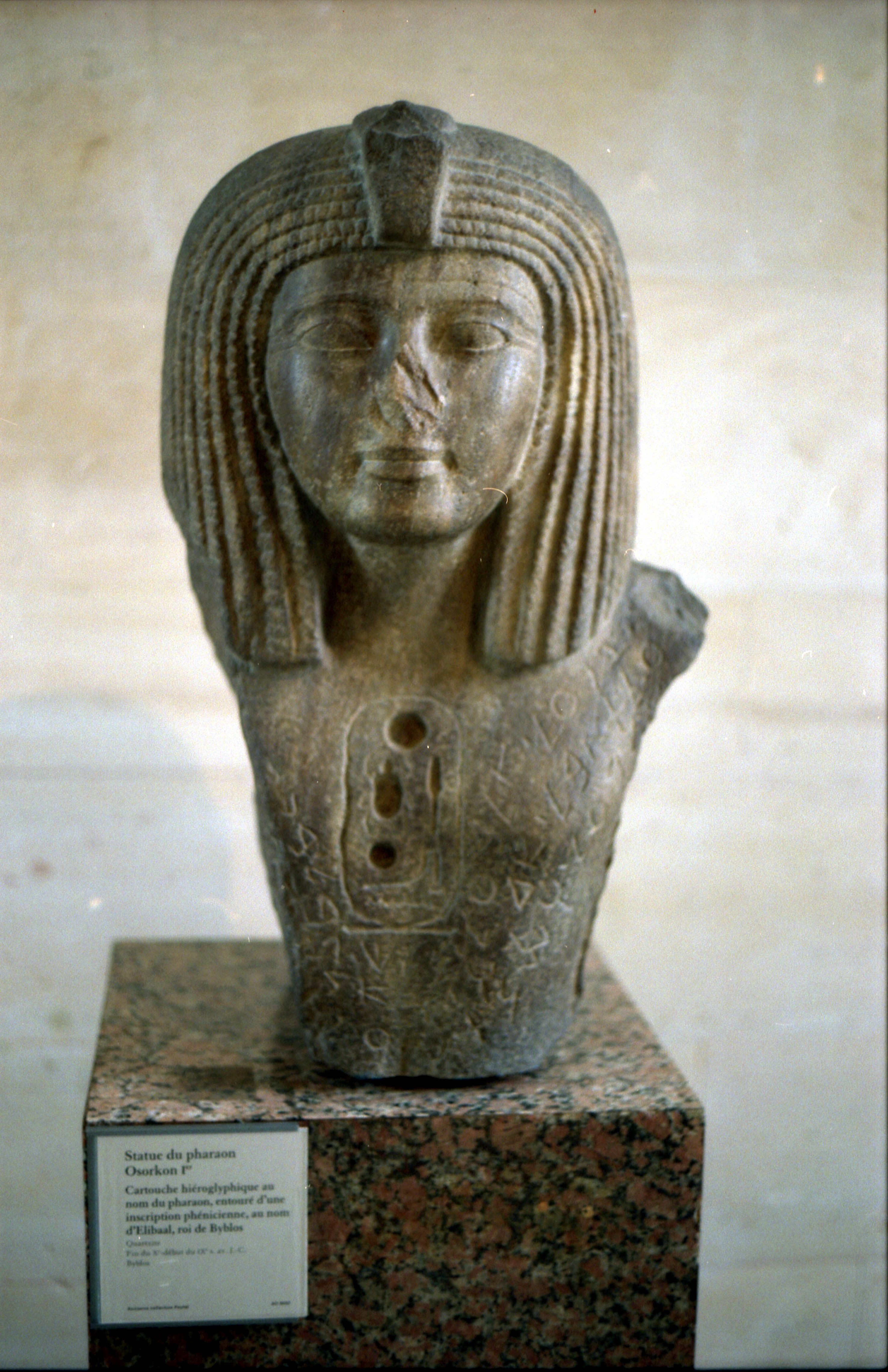
Osorkon I. Louvre.

La dinastía XXII transcurre de c. 945 a 715 a. C., durante el Tercer periodo intermedio de Egipto. Sus últimos gobernantes son coetáneos de los dignatarios de las dinastías XXIII, XXIV y XXV. 

## Historia
Es una dinastía de origen libio que dominó el antiguo Egipto, coetánea con las XXIII, XXIV y XXV. Se establece con libios de la tribu mashauash, ya asentados en el delta, cuando a la caída de Psusenes II, Sheshonq I toma el poder y se hace proclamar faraón. 
Los reyes de esta dinastía se pondrán bajo la protección de dios Amón (perceptible en sus titulaturas, con numerosos Mery-Amón, "amado de Amón") y delegarán parte de sus poderes a los Sumos sacerdotes de Amón de Tebas. También rinden memoria al glorioso pasado representado por Ramsés II, y numerosos reyes llevarán su nombre de coronación, Usermaatra "poderosa es la justicia (Maat) de Ra", comenzando por Sheshonq I. 
Estos libios nunca perderán completamente sus costumbres: instauran un tipo de feudos, una especie de jefaturas, en todo el delta del Nilo, para los miembros de la familia real. El Bajo Egipto se fragmenta así hasta que un personaje de la familia funda una dinastía coetánea, la dinastía XXIII. 
Otra tribu libia, los Libus, se asienta en la franja occidental del delta a mediados de la dinastía, con Sheshonq III. Probablemente es el origen de la dinastía XXIV. A veces se califica esta dinastía de bubas (de la ciudad de Bubastis), pero aunque era la urbe del fundador de esta dinastía, y aunque tenía el gran templo de Bastet, parece que el palacio real se encontraba siempre en Tanis, lugar donde se encontraron las tumbas de los reyes de esta dinastía. 
Durante este periodo, la capital administrativa permanece en Menfis. Los templos, que se habían lucrado con las donaciones reales del Imperio Nuevo, se convirtieron en el vínculo indispensable de todo Egipto, desde el declive del poder real al final de la dinastía XX. Asumieron a través de las modificaciones institucionales la función de garantes del orden cósmico vinculado a la tradicional percepción del mundo egipcio. 
En esta época se desarrollaron nuevos aspectos de la teología, como el culto de dioses niños, destinados a permitir la renovación de los grandes ciclos del universo egipcio. A su vez, aparecen como mediadores por excelencia entre hombres y dioses, en la esfera de influencia del desarrollo de la devoción personal. La considerable ascensión del culto a los animales consagrados se inscribe entre estas evoluciones, así como la práctica oficial del oráculo y su difusión en la esfera privada. 
Los libios se aseguraron el apoyo del clero, respetando el poder real escrupulosamente las obligaciones religiosas tradicionales: restablecen una política de erección de monumentos a favor de los templos, especialmente en Bubastis, pero también en los grandes santuarios de Karnak, Heliópolis, Hermontis, Abidos y Tanis, que sigue siendo la capital del norte. 
El arte del período señala la voluntad de los soberanos de emular las monumentales dimensiones ramésidas, tanto en arquitectura como en escultura. Se desarrolla un arte del bronce de gran calidad, como la Estatua de la Divina Adoratriz Karomama.

## La dinastía XXII en los antiguos textos
Manetón escribió, según Julio Africano en versión del monje Sincelo, que la dinastía XXII consistió en nueve reyes de Bubastis: Sesonjis que reinó 21 años, Osorton reinando 15 años, otros tres reyes que reinaron 25 años, Takelotis que reinó 13 años y otros tres reyes que reinaron 42 años. En total, 120 años.
Eusebio de Cesarea comenta que la dinastía XXII consistió en tres reyes de Bubastis: Sesonjosis, que reinó 21 años, Osorton, que reinó 15 años y Takelotis, que reinó 13 años. En total, 49 años.
Las dinastías XXI, XXII, XXIII, XXIV y XXV configuran el tercer periodo intermedio de Egipto.

## Faraones de la dinastía XXII de Egipto

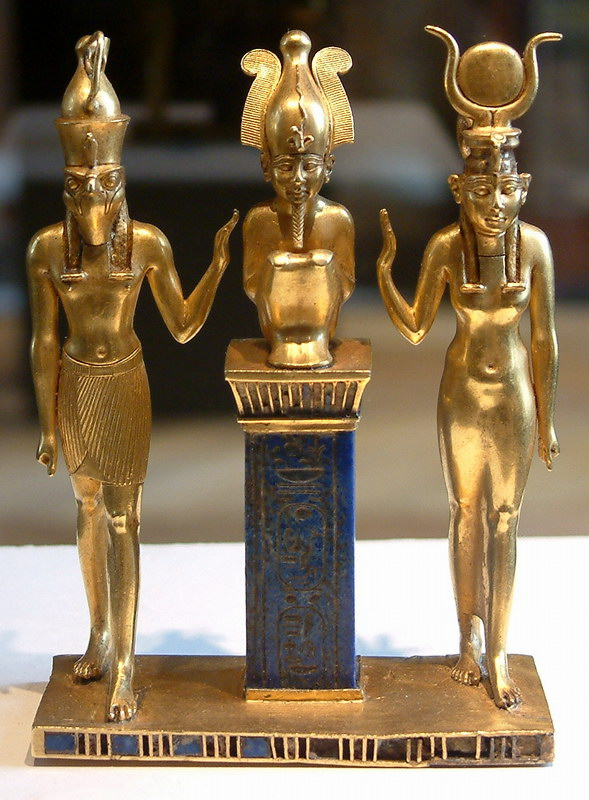
Tríada de Osorkon II. Louvre.

| Nombre común               | Nombre de Nesut-Bity | Nombre de Sa-Ra | Comentarios                         | Reinado (± 50 años) |
| -------------------------- | -------------------- | --------------- | ----------------------------------- | ------------------- |
| Sheshonq I Sesonquis I     | Hedyjeperra          | Sheshonq        |                                     | 945 - 924 a. C.     |
| Osorkon I Osorcón I        | Sejemjeperra         | Osorkon         |                                     | 924 - 889 a. C.     |
| Sheshonq II Sesonquis II   | Heqajeperra          | Sheshonq        |                                     | 890 - 890 a. C.     |
| Takelot I Tacelotis I      | Usermaatra           | Takelot         |                                     | 889 - 874 a. C.     |
| Osorkon II Osorcón II      | Usermaatra           | Osorkon         |                                     | 874 - 850 a. C.     |
| Horsiese I Harsiese I      | Hedyjeperra          | Horsiese        |                                     | 870 - 860 a. C.     |
| Takelot II Tacelotis II    | Hedyjeperra          | Takelot         |                                     | 850 - 825 a. C.     |
| Sheshonq III Sesonquis III | Usermaatra           | Sheshonq        | Secesión de Petubastis en 818 a. C. | 825 - 773 a. C.     |
| Pamiy Pimay                | Usermaatra           | Pamiy           |                                     | 773 - 767 a. C.     |
| Sheshonq V Sesonquis V     | Aajeperra            | Sheshonq        |                                     | 767 - 730 a. C.     |
| Osorkon IV Osorcón IV      | Aajeperra            | Osorkon         |                                     | 730 - 715 a. C.     |

## Sumos sacerdotes de Amón en Tebas
Los sumos sacerdotes de Amón con sede en Tebas son:
| Nombre común             | Nombre de Trono          | Nombre de Nacimiento | Comentarios                    | Sacerdocio (± 50 años) |
| ------------------------ | ------------------------ | -------------------- | ------------------------------ | ---------------------- |
| Iuput Iuput (A)          |                          | Iuput - Meriamon     |                                | 944-924 a. C.          |
| Sheshonq Sheshonq (A)    | Heqajeperra Setepenra    | Sheshonq Meriamón    | Posteriormente Sheshonq II     | 924-894 a. C.          |
| Iuwelot                  |                          | Iuwelot              |                                | 894-884 a. C.          |
| Nesbanebdyedet III       |                          | Nesbanebdyedet       |                                | 884-874 a. C.          |
| Horsiese I Harsiese (A)  | Hedyejeperra Setepenamón | Horsiese Meriamón    |                                | 874-860 a. C.          |
| ...du/au... ...du/aut... |                          | (desconocido)        |                                | 860-855 a. C.          |
| Nimlot II Nimlot (C)     |                          | Nimlot               |                                | 855-845/0 a. C.        |
| Osorkon Osorkon (B)      |                          | Osorkon              | Posteriormente fue Osorkon III | 840-785 a. C.          |
| Horsiese II Harsiese (B) |                          | Horsiese             |                                | 835-800 a. C.          |
| Takelot Takelot (F)      |                          | Takelot              |                                | 800-775 a. C.          |

## Cronología de la dinastía XXII
Cronología estimada por los siguientes egiptólogos: 
- Primer faraón: Sheshonq I
  - 948-927 (Dodson)
  - 946/45-925/24 (von Beckerath)
  - 945-924 (Grimal, Arnold, Shaw)
  - 931-910 (Redford)

- Último faraón: Osorcón IV
  - 733-715 (Dodson)
  - 730-715 (Arnold)
  - 730/728-715/713 (Aston)
  - 720-711 (Redford)

## Cronología de los sumos sacerdotes de Amón durante la dinastía XXII
Cronología estimada por los egiptólogos: 
- Primer sumo sacerdote: Iuput, c. 944 - 924 a. C.

- Último sumo sacerdote: Takelot, c. 800 - 775 a. C.